# Desson Thomson
Desson Patrick Thomson, in precedenza Desson Howe (Surrey, 1958), è un giornalista, critico cinematografico e scrittore statunitense.
È stato redattore di film per il The Washington Post per circa venti anni, prima di divenire autore di discorsi per l'amministrazione Obama.

## Biografia
Noto come Desson Howe fino al 2003, anno in cui si ricongiunse con il suo padre naturale e cambiò nome in Desson Patrick Thomson, frequentò l'American University dal 1975 al 1979, laureandosi nella primavera del 1980 con una tesi sulla comunicazione visiva e sugli studi cinematografici. Cominciò a lavorare per il The Washington Post nel 1983 nella sezione "Stile" e dal 1984 scrisse articoli come freelancer per il quotidiano. Nel 1987 divenne critico cinematografico per il giornale.
Thomson lasciò il The Washington Post nel 2008 e nel 2010 fu assunto come uno degli autore di discorsi (in inglese speechwriter) per l'amministrazione del presidente degli Stati Uniti Barack Obama. Dal febbraio 2010 fino al novembre dello stesso anno lavorò a Londra per l'ambasciatore statunitense nel Regno Unito Louis Susman. Nel dicembre 2010, divenne autore di discorsi del segretario di stato Hillary Clinton, entrando così a far parte del Policy Planning Staff del Dipartimento di Stato; nel febbraio 2012, ricoprì lo stesso incarico per sottosegretario di Stato per la diplomazia e gli affari pubblici. Fino al settembre 2017 fu consulente e speechwriter per Charles Rivkin, segretario di stato per l'economia e gli affari interni; quando Rivkin divenne CEO della Motion Picture Association of America, Thompson lo seguì, assumendo la carica di Direttore della comunicazione presso la stessa associazione.